# Unitat Central de Delictes Informàtics
La Unitat Central de Delictes Informàtics, o UCDI, és una de les unitats de l'Àrea Central d'Investigació - Persones que s'ocupa dels casos criminals que tenen lloc a la xarxa de la internet, i ofereix suport tècnic a les altres unitats d'investigació del cos de Mossos d'Esquadra.

## Funcions
Aquesta unitat tan especialitzada s'encarrega de la investigació d'una àmplia varietat de casos i a la vegada també té la funció de garantir la seguretat de determinats sistemes informàtics.
Pel que fa a la criminalitat que es produeix a través de la xarxa són comuns els següents delictes: les compres fraudulentes mitjançant l'obtenció de dades personals (phishing), les suplantacions d'identitat, l'assetjament i el xantatge a menors d'edat (grooming), la pornografia infantil, l'assetjament entre menors d'edat (cyberbullying), el blanqueig de capitals, les estafes, etc.
Tot un altre camp són els atacs cibernètics: Els sistemes informàtics públics de la Generalitat de Catalunya, per exemple, són una de les prioritats a protegir, ja que cada mes reben una mitjana de 500.000 atacs o intents d'intrusió, sovint amb la voluntat de fer caure els seus llocs web (del govern, d'una conselleria, dels Mossos...) o de manipular-ne dades, o fins i tot per incrustar-hi una foto dels autors de l'atac a tall de firma. Cada vegada que se'n produeix un es posa en alerta el Centre de Seguretat de la Informació de Catalunya (CESICAT)-CERT, organisme a on la UCDI hi és present per fer-se càrrec de la investigació dels més importants. També es produeixen nombrosos casos d'espionatge industrial mitjançant la infiltració als sistemes d'una empresa per tal de robar-ne la informació comercial, les patents, etc. Però els atacs més perillosos són els que pretenen vulnerar les infraestructures crítiques del país, com ara centrals elèctriques, nuclears, telefòniques, sistemes de semàfors d'una ciutat, embassaments, etc. Cal remarcar que atacar una xarxa informàtica tancada és un delicte penal punible amb fins a 4 anys de presó, fins i tot només el fet d'entrar-hi encara que no es manipuli res.

## Funcionament
La unitat és dirigida per un cap, qui acostuma a ser un policia amb el grau de sotsinspector, i un sotscap d'un rang inferior.
Els seus 12 membres formen els diversos grups específics que componen la UCDI:
- Grup de Delinqüència Infantil: pels casos típics en què les víctimes són menors d'edat.
- Grup de Delinqüència Patrimonial: estafes, robatoris, ets.
- Grup de Delinqüència Lògica: atacs cibernètics i espionatge industrial.
- Grup d'Investigació Metropolitana: grup de suport a les unitats d'investigació metropolitanes.

La UCDI manté una estreta relació amb la Unitat d'Informàtica Forense (de la Divisió de Policia Científica) que elabora el peritatge del maquinari electrònic intervingut per la policia catalana amb l'objectiu de cercar-ne les proves acusatòries pel judici posterior.

## Història
Els orígens de la unitat es remunten al 1997. Una de les seves intervencions més rellevants fou el 27 de maig de 2011 en què va col·laborar a protegir els sistemes informàtics de la Generalitat que estaven sent víctimes d'un intens atac massiu que utilitzava xarxes zombis d'arreu del planeta; els autors de l'atac responien d'aquesta manera al desallotjament d'indignats a la Plaça Catalunya que s'estava produint en aquells moments.